# Sede de la Unesco
La sede de la Unesco (en francés: siège de l'Unesco o maison de l'Unesco) en París se compone del edificio principal llamado Fontenoy, situado en el 7 de la Place de Fontenoy, y construcciones anexas llamadas Bonvin/Miollis, en el distrito VII. En total tiene una superficie de 135 000 m². Es un lugar cultural que se puede visitar gratuitamente.

## Diseño

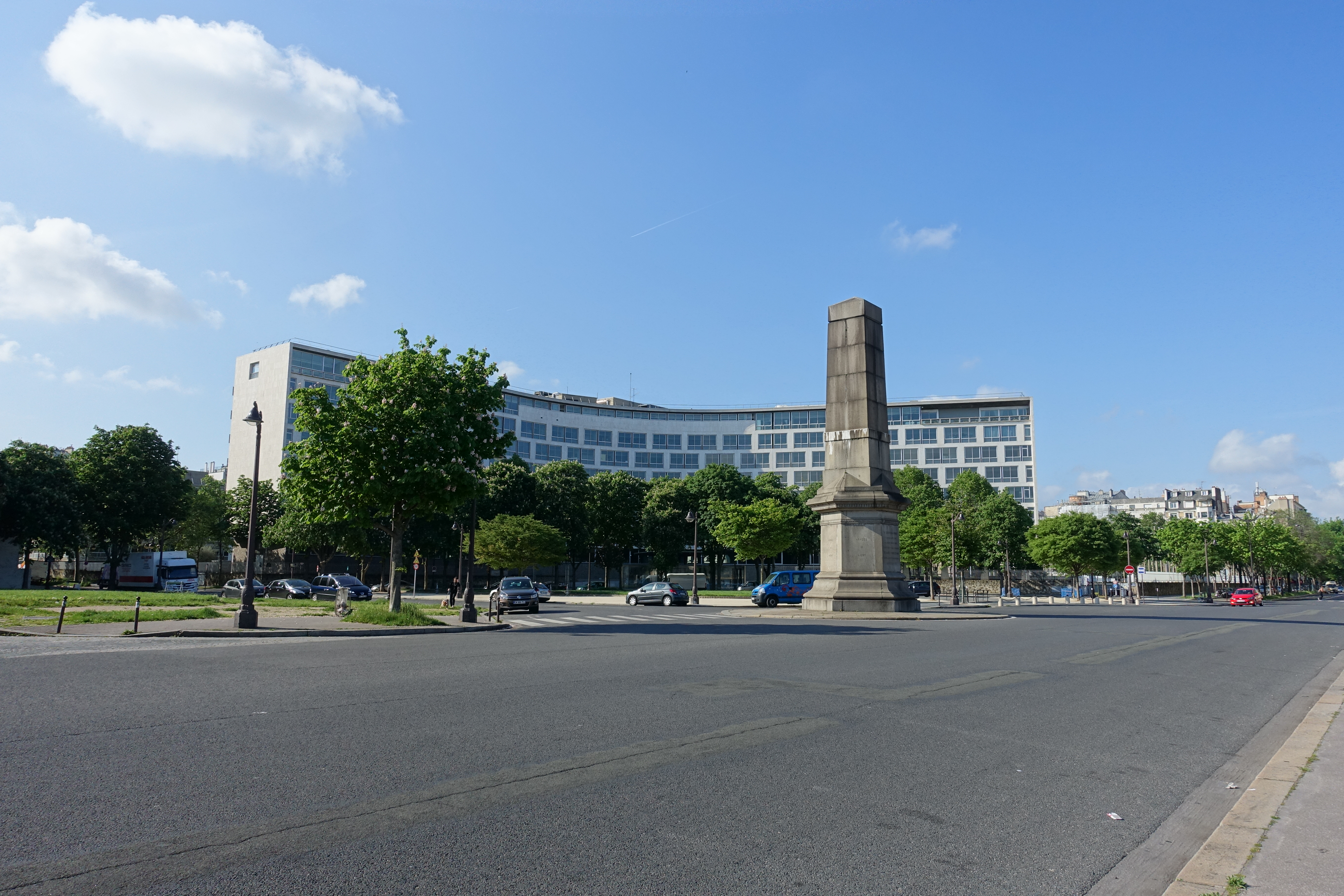
La sede de la Unesco desde la Place de Fontenoy.

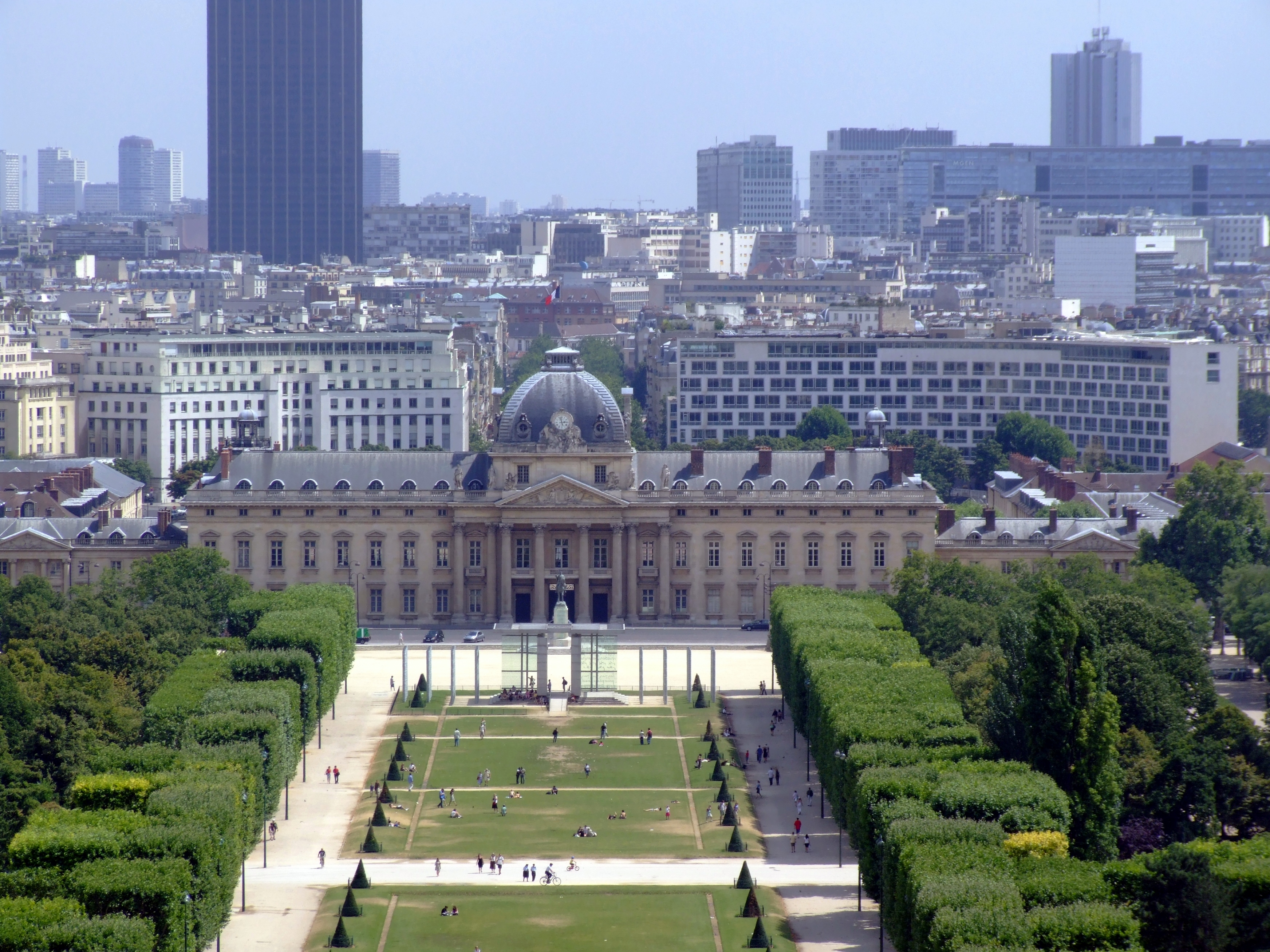
Vista desde la primera planta de la Torre Eiffel: la sede de la Unesco está detrás de la École Militaire, a la derecha.

Entre 1946 y 1958, le sede de la Unesco se situaba en el antiguo Hôtel Majestic, en el distrito XVI.
El edificio principal de la Unesco es el fruto del trabajo común de tres arquitectos: el francés Bernard Zehrfuss, el americano Marcel Breuer y el italiano Pier Luigi Nervi. Su proyecto fue aprobado por un comité internacional de cinco arquitectos, compuesto por Lucio Costa (Brasil), Walter Gropius (Estados Unidos), Le Corbusier (Francia), Sven Markelius (Suecia) y Ernesto Nathan Rogers (Italia), con la colaboración de Eero Saarinen (Finlandia). Las obras empezaron el 10 de abril de 1955, y el 3 de noviembre de 1958 se inauguró la nueva sede de la Unesco.
Desde su inauguración, la sede resultó demasiado pequeña debido al aumento de los países adheridos a la organización. Entre 1963 y 1964 se construyó un nuevo edificio con varios patios, diseñado por Roberto Burle Marx. El sitio anexo de Miollis/Bonvin fue construido posteriormente, entre 1967 y 1984, en función de las sucesivas adquisiciones, teniendo en cuenta las limitaciones relativamente fuertes (copropiedad, parcela cerrada, …). Los primeros edificios fueron ocupados por el Ministerio de Asuntos Extranjeros de Francia hasta la cesión del sitio a la Unesco en 1973. Los edificios V y VI fueron construidos por Bernard Zehrfuss y el jardín fue diseñado por el paisajista André de Vilmorin. La carpintería metálica y los paneles de la fachada con brise soleil del edificio V fueron diseñados en colaboración con Jean Prouvé.
En 1995, por petición de la Unesco, el arquitecto japonés Tadao Ando construyó un espacio de meditación que simboliza la paz. La Unesco decidió en 2010 la construcción de un puesto avanzado de seguridad hacia la Place de Fontenoy. Los arquitectos franceses Laurence Carminati y Yann Keromnes fueron designados ganadores del concurso para su diseño, y el 10 de abril de 2015, Irina Bokova, directora general de la organización, inauguró la nueva entrada.

## Descripción
El edificio principal, que alberga la secretaría, está constituido por siete plantas que forman una estrella de tres puntas. A este se añade el edificio llamado «en acordeón» y el edificio cúbico, que está destinado a las delegaciones permanentes y a las organizaciones no gubernamentales. Estos edificios ocupan un terreno de forma trapezoidal de 30 350 m² de superficie, cortado en su esquina noreste por la forma semicircular de la Place de Fontenoy. Está rodeado por las avenidas de Saxe, de Ségur, de Suffren y de Lowendal.

## Relaciones con el país anfitrión
El terreno en el cual se construyó la sede es propiedad del Estado francés. Por un decreto del 22 de diciembre de 1952, fue asignado al Ministerio de Asuntos Exteriores en vistas a ponerlo a disposición de la Unesco. Esto se hizo mediante un contrato de arrendamiento de una duración de 99 años renovables, con el alquiler simbólico de 1000 francos al año, cerca de la enfiteusis. Además, la implantación de la sede de este organismo internacional en territorio francés se rige por un acuerdo de sede que definía sus privilegios e inmunidades. Estos dos acuerdos fueron firmados en París en 1954, respectivamente el 25 de junio y el 2 de julio. El Parlamento francés, mediante una ley promulgada el 6 de agosto de 1955, aprobó el contrato de arrendamiento y autorizó al Presidente de la República a ratificar el acuerdo de sede. El acuerdo de sede entró en vigor el 23 de noviembre de 1955, y fue publicado por un decreto del 11 de enero de 1956.

## Obras de arte
Cuando se construyó el edificio, se creó un «comité para la arquitectura y las obras de arte» para seleccionar a los artistas que realizarían obras para emplazamientos precisos: hay esculturas de Henry Moore, Alexander Calder y Eduardo Chillida en el exterior, y en el interior una cerámica de Joan Miró, El cielo y la luna, y un fresco de Picasso. Además de este núcleo inicial, la Unesco ha adquirido otras obras, especialmente de Appel, Bazaine, Noguchi, Tamayo, Afro Basaldella, Roberto Matta y Jean Arp. Entre 1960 y 1985, la sede fue ampliada para acoger a los nuevos Estados miembro, lo que impulsó a la institución a adquirir nuevas piezas, entre ellas un ejemplar de El hombre que camina de Giacometti, la tapicería La torre del sol de Jean Lurçat (hacia la sala de conferencias) o la fotografía Los juncos de Brassaï (en la séptima planta). Los Estados también hicieron algunas donaciones, como Túnez, que ofreció un mosaico romano de finales del siglo II, Diana cazadora, e Islandia, que donó en 2007 un fresco de Erro, La historia de Thor. Todos están dispuestos para ser integrados en el lugar y ser visibles por los trabajadores a su paso; la sede de la Unesco cuenta en total con unas setecientas obras.